# Julia Stinshoff
Julia Stinshoff (ur. 27 grudnia 1974 w Bonn) – niemiecka aktorka.

## Życiorys
Urodziła się w Bonn. Porzuciła studia na wydziale anglistyki, filozofii i religioznawstwo. W latach 1997–1999 uczęszczała do Stage School Hamburg GmbH. Następnie studiowała psychologię na Uniwersytecie w Bremie, aż przeniosła się do Kolonii, by zagrać swoją pierwszą główną rolę aktorską.
Debiutowała na ekranie w dramacie Sönke Wortmanna St. Pauli Nacht (1999) u boku Illa-Younga Kima, Floriana Lukasa i Maruschki Detmers. W serialu akcji RTL Alarm für Cobra 11 – Einsatz für Team 2 (2003–2005), spin-off serii Kobra – oddział specjalny w roli szefowej policji Susanny von Landlitz. Za występ w serialu komediowym Sat.1 Ladykracher (2002) otrzymała kilka nagród. Rola Caren w serialu SAT.1 LiebesLeben (2005–2007) była nominowana do Złotej Róży Lucerny w Montreux. W serii ProSieben Opowieści Szeherezady (Die ProSieben Märchenstunde) – odc. Czerwony Kapturek – sposoby na szczęście (Rotkäppchen – Wege zum Glück, 2006) z Thomasem Fritschem i Heinzem Hoenigem wystąpiła jako Czerwony Kapturek. W latach 2015–2016 grała rolę Aurélie Bredin w sztuce Uśmiech kobiety.

## Filmografia
- 2003: Wyścig o kasę (Crazy Race) jako Andrea
- 2004: Zabójca z głębin (Hai-Alarm auf Mallorca, TV) jako Julia Bennet
- 2006: Dobra i zła (Good Girl, Bad Girl) jako Vanessa / Maria
- 2008: Krąg miłości (Familie Dr. Kleist) jako Manuela Tanner
- 2009: Randka na całe życie (Ein Date fürs Leben, TV) jako dr Anna Schubert
- 2010–2012: Cztery kobiety i pogrzeb (Vier Frauen und ein Todesfall) jako Lola Brandt
- 2011: Statek marzeń: Bora Bora (Das Traumschiff: Bora Bora) jako Sabine Hoffmann
- 2012–2014: Ulica Sezamkowa jako Julia
- 2017: Z boską pomocą (Um Himmels Willen) jako Pani Seebald
- 2018: Diagnoza Betti (Bettys Diagnose) jako Babsi Salvatis
- 2011: Statek marzeń: Kapsztad (Das Traumschiff: Kapstadt) jako Vanessa Kranz
- 2023: Górscy ratownicy (Die Bergwacht) jako Julia Haas